# Bolitoglossa tenebrosa
Bolitoglossa tenebrosa es una especie de anfibio de la familia Plethodontidae. Es endémica de la Sierra de las Minas y de las montañas del departamento de Baja Verapaz (Guatemala). Habita en bosques nublados entre los 1585 y los 2275 metros de altitud.
Se encuentra amenazada por la pérdida de su hábitat natural. 